# Cantó de Pontivy
El cantó de Pontivy (bretó Kanton Pondi) és una divisió administrativa francesa situat al departament d'Ar Mor-Bihan a la regió de Bretanya.

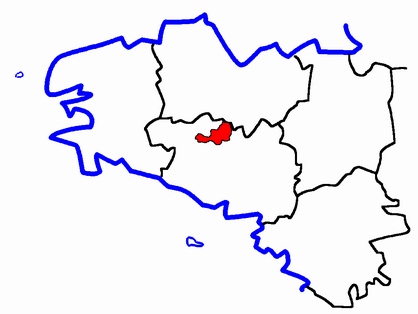
Situació del cantó

## Composició
El cantó aplega 10 comunes :
| Nom francès   | Nom bretó   | Població | km²    | Codi Postal | Codi INSEE |
| Croixanvec    | Kroeshañveg | 164      | 6,09   | 56920       | 56049      |
| Gueltas       | Gweltaz     | 544      | 20,45  | 56920       | 56072      |
| Guern         | Gwern       | 1.398    | 47,01  | 56310       | 56076      |
| Kerfourn      | Kerforn     | 724      | 19,46  | 56920       | 56092      |
| Le Sourn      | Ar Sorn     | 1.843    | 16,05  | 56300       | 56246      |
| Noyal-Pontivy | Noal-Pondi  | 3.285    | 53,45  | 56920       | 56151      |
| Pontivy       | Pondi       | 13.508   | 24,85  | 56300       | 56178      |
| Saint-Gérand  | Sant-Jelan  | 891      | 18,05  | 56920       | 56213      |
| Saint-Gonnery | Sant-Goneri | 943      | 16,29  | 56920       | 56215      |
| Saint-Thuriau | Sant-Turiav | 1.848    | 21,47  | 56300       | 56237      |
| Cantó         | Pondi       | 25.148   | 243,17 | -           | 5626       |

## Evolució demogràfica
| 1962   | 1968   | 1975   | 1982   | 1990   | 1999   |
| ------ | ------ | ------ | ------ | ------ | ------ |
| 20.147 | 20.622 | 22.179 | 23.491 | 24.380 | 25.148 |

## Història
| Data d'elecció                           | Identitat             | Partit | Qualitat |
| ---------------------------------------- | --------------------- | ------ | -------- |
| 1976-2004                                | Jean-Charles Cavaillé | RPR    |          |
| 2004-                                    | Henri Le Dorze        | PS     |          |
| les dades anteriors no són pas conegudes |                       |        |          |
|                                          |                       |        |          |